# 柳心照智流
柳心照智流（Ryushin Shouchi Ryu）是於2006年由河端照孝（Kawabata Terutaka）先生所創立的日本劍術（古武道）流派，主要專門研習古流居合快拔劍術。柳心照智流的起源可以追溯到天真正自源流（自顯流, てんしんしょうじけんりゅう）（日文發音中，自源流與自顯流、示現流均發音均為 jigenryu），天真正自源流為天真正傳香取神道流的分支流派，而目前柳心照智流的流派宗家為矢作訓一（Yahagi Kunikazu, b. April 5, 1948）先生。

## 流派傳承
柳心照智流為天真正自源流的分支流派，天真正自源流為十瀬(小瀬)与三左衛門長宗（瀬戸口備前守政基, c.1540-c.1600）（Yosazaemon Osamune）於永祿年代時（1558-1570）所創立的兵法流派，專門研習劍術、居合術、棒術、長刀術、槍術、柔術等許多種武術。

瀬戸原為常陸國（茨城縣）佐竹氏一族分系的武士，為島津家家臣，在關原合戰後，他２０多歲時前往香取神宮，在天真正傳香取神道流的第三代宗家飯篠若狭守盛近（Iizasa Wakasa no Kami Morinobu） 的教導下學習劍術，經過５年的訓練之後，獲得該流派的免許皆傳，並且在鹿島神宮繼續學習劍術。在鹿島縣時，瀬戸受到了啟示，並領悟了由武甕槌大神（建御雷/Takemikazuchi）所傳下的一系列劍術。受到神明的諭示之後，創立了天真正自源流，流派名稱的「天真正」取自於 天真正傳香取神道流（代表來自於香取神宮神明的真傳），然後「自源」（自我力量啟示）一詞則代表他在鹿島神宮磨練時所領悟的神髓。

古時書籍記載多以天真正自顯流為名，瀬戸口備前守政基於晚年時，將流派更名為天真正自源流。並因流派之傳承皆以口相傳，當時門生皆以從事暗殺等類工作為職，必須秘密隱藏的緣故，以致天真正自源流的存在，直到明治後期才為人所知。

瀬戸旅居薩摩時，遇見並傳授劍術給金子新九郎盛貞（Kaneko Shinkuro Morisada, c.1520-c.1585）。第三代宗家赤坂弥九郎政雅（Terasaka Yakurō Masatsune, 1567- 1594）在13歲時為了替父親報仇，在金子的教導下開始學習劍術。至他17歲時，赤坂已經習成天真正自源流精髓，並且在19歲時終於一報父仇。此後不久，赤坂移居京都，在禪宗的曹洞宗（そうとうしゅう）所屬的天寧寺（てんえんじ）出家為僧，並取名佛號為善吉（ぜんきつ、ぜんきち）。1588年(天正16年)時，東鄉重位（Togo Shigekata, 1560- 1643）於天寧寺參訪時，善吉傳授給予劍術。東鄉重位不到一年時間就習得天真正自源流的精髓。而後東鄉歸國回到薩摩，東鄉從タイ捨流流祖丸目藏人佐長惠（丸目長惠, Marume Kurandonosuke）所習得的タイ捨流劍術以及天真正自源流劍術互相融合後，創立了示現流。其後天真正自源流也因此透過了示現流與藥丸自顯流，繼續延續並傳承著劍術流儀的奧秘，並代代相傳將近４００年（過程中也有無血緣關係的傳承）。

天真正自源流的第27代宗家上野靖之源心（Ueno Yasuyuki Genshin, 1913-1972）在東京淺草區任教，此為在流派歷史中首次開始公開教導劍術，直到1972年去世。而在這時期，河端照孝（Kawabata Terutaka, b. July 12, 1940），於1963年在他父親成立的総合武道尚武館中，在上野源心指導下開始練習天真正自源流劍術。而後，河端獲得上野宗家所傳授的劍術與居合術之秘傳技法，並獲得免許皆傳資格，直到上野宗家去世後，河端仍繼續鑽研著師父所傳下之秘傳劍術技法，於2001年在東京赤羽市 成立了正誠館，並於2006年創立了柳心自源流。到2008年，河端最好的門生矢作訓一，則正式成為了柳心自源流的第二代宗家。

2011年時，為了更闡明流派在透過嚴格訓練來磨練心智與體魄的意義，將流派的名稱由柳心自源流改名為柳心照智流。柳心照智流 這個名字是由流派創始人河端照孝所命名的，「柳心」的意思是「柳樹的意志或心智」，代表即使在嚴冬裡也永不凋謝的柳樹，有著面對強敵也不會被摧敗的彈性與生機；而「照智」則代表「明晰的智慧」。二者合併傳達「在嚴冬中也不落葉的柳樹一般，以柔韌的身體與心智，保以平常心並以不動智的態度來立身處世」的意義。

如今至2018年，柳心照智流已在世界數個國家中傳授，於美國、加拿大、澳洲、法國、瑞士、奧地利、西班牙、荷蘭、俄羅斯、烏克蘭、德國、台灣和日本都設有傳授道場，全球超過40個道場以上。每年，矢作先生都會前往各國道場進行傳授，並且獲得海外各地學生的歡迎與支持。而同年4月河端老師將正誠館館長一職，轉給渡邊喜雄師範。柳心照智流每年也會參加香取神社每年度所舉辦的古武道奉納演武大會，這項對神明的供奉演武儀式已經持續舉辦有25年以上。

## 流派特色
流派稽古練習時，以「立合の素振り」、「居合の素振り」、「居合」、「木刀術」、「立合の組太刀」、「居合の組太刀」、「試し斬り」、「斬り合いの稽古」之技法組成。流派劍術技法基本均使用日本刀真劍進行訓練，但依照門生不同的練習強度，會交互以居合刀、木刀，或袋竹刀等道具來進行訓練。

流派特色在於丹田的活用，配合身體陰陽動作，以最輕鬆的力量（不浪費過多力氣）的狀態來保持最佳的精神狀態，最終能以「不動心、平常心」來使用日本刀真劍。搭配各式各樣形稽古的練習，來訓練身體與劍的活用，並依照對手的動作與狀況來進行各種應對的劍術技法。

## 事蹟
1987年日本TBS電視台以電視節目「地球ロマン」報導的「甦る 秘剣！ 戦国兜割り」中，河端照孝以日本國寶級刀匠吉原義人所鑄之日本刀，表演古流劍術秘傳技法 頭盔斬切術，並成功斬開戰國頭盔，這也是從1886年（明治19年） 幕末的劍豪直心影流的榊原鍵吉於明治天皇面前表演頭盔斬切術之後，100年後首次成功重現的秘傳技藝。

河端老師也因為對於武道界有實際的巨大貢獻，並長年擔任NPO法人国際武道院・国際武道連盟的理事･副理事長，古武道部会長，被授與日本武道功勞勳章。並且河端老師也因對社會有實際貢獻，對日本武道精神發揚光大，以及對情報產業界與教育界的貢獻，被日本政府授與藍綬褒章和黄綬褒章。

## 外部連結
- （日語）Official Ryushin Shouchi Ryu Website （页面存档备份，存于）
- （日語）Official Ryushin Shouchi Ryu Facebook Page

## 注解
1. 1 2 3 4 5 6  . 正誠館.   [15 Feb 2010]. （原始内容存档于2020-02-15） （日语）.
2. 1 2 3 4 5 6 7 8 9 10  . 尚武舘.   [10 Oct 2020]. （原始内容存档于2020-02-16） （日语）.
3. 1 2 3  Wikipedia. . Wikipedia. Wikipedia.   [2020-02-17]. （原始内容存档于2020-05-03）.
4. ↑  日夏繁高. . 京都: 大日本武徳会本部. 1714: 96  [2020-02-15]. （原始内容存档于2020-03-16）.
5. ↑  フリー百科事典. . フリー百科事典. フリー百科事典.   [2020-02-17]. （原始内容存档于2020-05-05）.
6. ↑  国書刊行会 編. . 東京: 国書刊行会. 1915: 66.
7. ↑  国書刊行会 編. . 東京: 国書刊行会. 1915: 103.
8. ↑  フリー百科事典. . フリー百科事典. フリー百科事典.   [2020-02-17]. （原始内容存档于2020-11-05）.
9. ↑  羽鳥耀清; 池田豐直; 青山敬直. . 1843: 20.
10. ↑  フリー百科事典. . フリー百科事典. フリー百科事典.   [2020-02-17]. （原始内容存档于2020-12-22）.
11. ↑   David A. . New York: Kodansha USA. 2012: 515–516. ISBN 978-1-56836-410-0 （英语）.
12. 1 2 3 4  フリー百科事典. . フリー百科事典. フリー百科事典.   [2020-02-17]. （原始内容存档于2015-11-20）.
13. 1 2  フリー百科事典. . フリー百科事典. フリー百科事典.   [2020-02-17]. （原始内容存档于2015-11-20）.
14. ↑  『鹿児島県史概説』川越政則 至文社、1958年
15. ↑  . フリー百科事典.   [10 Oct 2020]. （原始内容存档于2015-11-20） （日语）.
16. ↑  『増補大改訂 武芸流派大事典』綿谷雪、山田忠史編 東京コピイ出版部、1978年
17. ↑  鹿児島県立図書館.  (PDF). 鹿児島県立図書館. 鹿児島県史料集.   [2020-02-15]. （原始内容存档 (PDF)于2020-02-15）.
18. 1 2  フリー百科事典. . フリー百科事典. フリー百科事典.   [2020-02-17]. （原始内容存档于2019-05-19）.
19. ↑  . Tokyo: Bensei shuppan. 2015: 78. ISBN 978-4585200321 （日语）.
20. 1 2  フリー百科事典. . フリー百科事典. フリー百科事典.   [2020-02-15]. （原始内容存档于2021-02-21）.
21. ↑  フリー百科事典. . フリー百科事典. フリー百科事典.   [2020-02-15]. （原始内容存档于2020-10-30）.
22. ↑  薬丸自顕流. . 薬丸自顕流顕彰会 website. 薬丸自顕流.   [2020-02-17]. 原始内容存档于2009-04-27.
23. ↑  日本古武道協會 official site. . 日本古武道協會 official site.   [2020-02-15]. （原始内容存档于2020-01-29）.
24. ↑  天真正自源流. . 天真正自源流 website. 天真正自源流.   [2020-02-17]. （原始内容存档于2020-10-22）.
25. ↑  Official Ryushin Shouchi Ryu Website. . Official Ryushin Shouchi Ryu Website. Official Ryushin Shouchi Ryu Website.   [2020-02-15]. （原始内容存档于2020-02-15）.
26. ↑  龜戶香取神社. . 龜戶香取神社 website. 龜戶香取神社.   [2020-02-17]. （原始内容存档于2019-01-12）.
27. ↑  フリー百科事典. . フリー百科事典. フリー百科事典.   [2020-02-17]. （原始内容存档于2020-10-27）.
28. ↑  フリー百科事典. . フリー百科事典. フリー百科事典.   [2020-02-17]. （原始内容存档于2020-05-12）.
29. 1 2  Official Ryushin Shouchi Ryu Website. . Official Ryushin Shouchi Ryu Website.   [2020-02-15]. （原始内容存档于2020-02-15）.
30. ↑  フリー百科事典. . フリー百科事典. フリー百科事典.   [2020-02-17]. （原始内容存档于2020-11-29）.
31. ↑  Wikipedia. . Wikipedia. Wikipedia.   [2020-02-17]. （原始内容存档于2020-09-26）.
32. ↑  フリー百科事典. . フリー百科事典. フリー百科事典.   [2020-02-17]. （原始内容存档于2015-10-29）.
33. ↑  TBSのTV番組-地球ロマン. . Youtube. TBS.   [2020-02-15]. （原始内容存档于2021-01-02）.
34. ↑  刀劍ワールド. . 刀劍ワールド. 刀劍ワールド.   [2020-02-17]. （原始内容存档于2020-11-30）.
35. ↑  フリー百科事典. . フリー百科事典. フリー百科事典.   [2020-02-17]. （原始内容存档于2020-11-15）.
36. ↑  Official Ryushin Shouchi Ryu Website. . Official Ryushin Shouchi Ryu Website. Official Ryushin Shouchi Ryu Website.   [2020-02-15]. （原始内容存档于2020-02-15）.
37. ↑  International Martial arts Federation. . International Martial arts Federation. International Martial arts Federation.   [2020-02-17]. （原始内容存档于2020-11-25）.